# 阿兹拉
阿兹拉（法語：Azerat，法語發音：[azʁa]）是法国多尔多涅省的一个市镇，属于佩里格区。

## 地理
阿兹拉（45°9'0"N, 1°7'24"E）面积20.05 平方千米，位于法国新阿基坦大区多爾多涅省，该省份为法国西南部内陆省份，是法國本土面积第三大的省，大致对应佩里戈尔地区，北起顺时针与夏朗德省、上维埃纳省、科雷兹省、洛特省、洛特-加龙省、吉倫特省和滨海夏朗德省接壤。
与阿兹拉接壤的市镇（或旧市镇、城区）包括：圣拉比耶、特农、阿雅、佩里戈尔地区欧里亚克、拉巴谢勒里、圣奥尔斯。

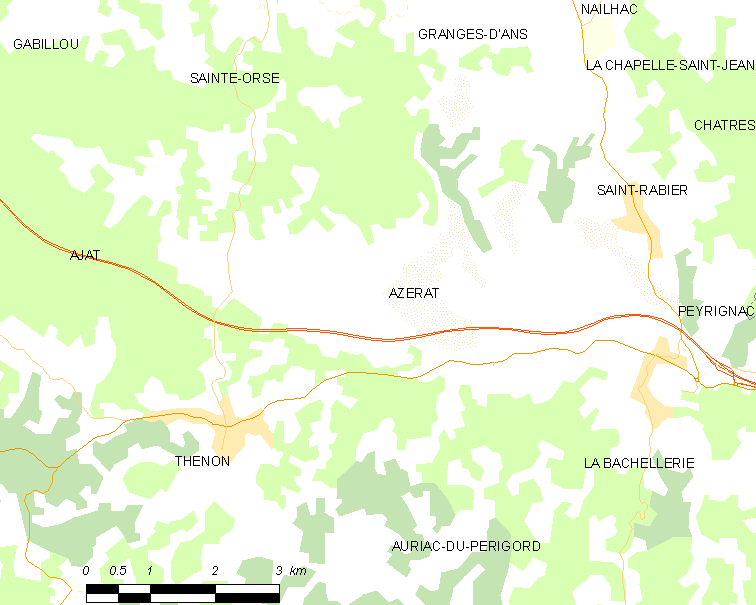
阿兹拉的OSM定位图

阿兹拉的时区为UTC+01:00、UTC+02:00（夏令时）。

## 行政
阿兹拉的邮政编码为24210，INSEE市镇编码为24019。

## 政治
阿兹拉所属的省级选区为上黑色佩里戈尔县。

## 人口

1962-2008年间阿兹拉人口变化图示

阿兹拉于2022年1月1日时的人口数量为449人。